# Kevin Alejandro
Kevin Michael Alejandro (ur. 7 kwietnia 1976 w San Antonio) – amerykański aktor telewizyjny i filmowy pochodzenia meksykańskiego.

## Życiorys

### Rodzina i edukacja
Urodził się w San Antonio w Teksasie. Jest jednym z trojga dzieci Tomasa Hernandeza i Dory Alejandro Hernandez, ma dwie siostry – Tanyę Hernandez i Kimberly Mc Graw. Kiedy miał osiem lat, rodzina przeniosła się do Snyder, małego miasteczka w Scurry County w zachodnim Teksasie.
Po ukończeniu szkoły średniej przeprowadził się do Los Angeles i uczył się aktorstwa pod kierunkiem instruktora dramatu, Jerry’ego P. Worshama. Studiował na Uniwersytecie Teksańskim w Austin.

### Kariera
Po raz pierwszy trafił przed kamery w thrillerze Oczyszczające łodzie (Purgatory Flats, 2002) u boku Gregga Henry’ego i Briana Austina Greena. Następnie wystąpił gościnnie w serialach: NBC Jordan (Crossing Jordan, 2003), Spelling Television Czarodziejki (Charmed, 2004) jako przebiegły demon, CBS CSI: Kryminalne zagadki Nowego Jorku (CSI: NY, 2004), operze mydlanej CBS Żar młodości (The Young and the Restless, 2004–2005) jako Dominic Hughes, 24 godziny (24, 2005) w roli zwolennika terroryzmu, CBS CSI: Kryminalne zagadki Miami (CSI: Miami, 2006) i HBO Trzy na jednego (Big Love, 2006) w roli przedsiębiorczego geja. W serialu ABC Brzydula Betty (Ugly Betty, 2006–2007) pojawił się jako Santos, ojciec Justina Suareza (Mark Indelicato), zakochany w Hildzie Suarez (Ana Ortiz). Zagrał drugoplanową rolę detektywa Daniela Espinozy w serialu Lucyfer (Lucifer, 2016-2021).

## Życie prywatne
14 lutego 2004 ożenił się z Leslie de Jesus Alejandro, z którą ma syna, Kadena Michaela (ur. 22 lutego 2008).

## Filmografia

### Filmy fabularne
- 2002: Oczyszczające łodzie (Purgatory Flats) jako Owen Mecklin
- 2003: Ukończona noc (Truth or Dare) jako Fishman
- 2005: Constantine jako Border Partrol
- 2006: Zmniejszona twarz (Faceless, TV) jako Lucas Renosa
- 2008: Dzikie łowy (Strange Wilderness) jako Latynos

### Seriale TV
- 2003: Las Vegas jako Ray Duran
- 2003: Jordan w akcji (Crossing Jordan) jako Connor Marshall
- 2004: Czarodziejki (Charmed) jako Malvock
- 2004: Dr Vegas (Dr. Vegas) jako Raul Ortiz
- 2004–2005: Żar młodości (The Young and the Restless) jako Dominic Hughes
- 2005: 24 godziny (24) jako Kevin
- 2005: Medium jako Jason Morrow
- 2005: Threshold – strategia przetrwania (Threshold) jako Marcus
- 2005: CSI: Kryminalne zagadki Nowego Jorku (CSI: NY) jako Tom Martin
- 2005: Agentka o stu twarzach (Alias) jako Cesar Marquez
- 2005: JAG – Wojskowe Biuro Śledcze (JAG) jako kapral Jude Dominick
- 2006: Uśpiona komórka (Sleeper Cell) jako Benito „Benny„ Velasquez
- 2006: Agenci NCIS (Navy NCIS: Naval Criminal Investigative Service) jako Jaime Jones
- 2006: CSI: Kryminalne zagadki Miami (CSI: Miami) jako Carlos Santigo
- 2006: Trzy na jednego (Big Love) jako przedsiębiorca
- 2006: Bez śladu (Without a Trace) jako Casey Miller
- 2006: Pentagon: Sektor E (E-Ring) jako Miguel Carrera
- 2006–2007: Brzydula Betty (Ugly Betty) jako Santos
- 2007: Drive jako Winston Salazar
- 2007–2008: Shark jako Danny Reyes
- 2010: Czysta krew (True Blood) jako Jesus Velasquez
- 2012: Świętoszki z Dallas (GCB) jako Danny
- 2013: Złoty chłopak (Golden Boy) jako Tony Arroyo
- 2013–2014: Arrow (Arrow) jako Sebastian Blood
- 2016-2021: Lucyfer (Lucifer) jako Daniel „detective douche” Espinoza